# 캘리포니아 대학교 어바인 메디컬 센터
캘리포니아 대학교 어바인 메디컬 센터(University of California, Irvine Medical Center, UCI Medical Center)는 미국 캘리포니아주 오렌지군 오렌지에 있는 병원이다. UC 어바인 헬스 사이언스 시스템에 속해있다.